# میدان‌های نفتی کویت
میدان‌های نفتی کویت یکی از بزرگترین میدان‌های نفتی جهان به‌شمار می‌رود که بررسی‌ها ذخایر اثبات‌شده ۱۰۱ میلیارد و ۵۰۰ میلیون بشکه‌ای را نشان می‌دهد که این میزان نفت خام ۸٫۸ درصد کل نفت جهان را تشکیل می‌دهد و کویت را چهارمین دارنده منابع نفتی جهان معرفی می‌کند. در کویت بالغ بر ۱۶۰۰ حلقه چاه نفت حفر شده‌است. بزرگترین میدان نفتی این کشور بورقان نام دارد. این کشور قصد دارد سقف تولید خود را به ۴ میلیون بشکه نفت در روز برساند.